# Lawalde
Lawalde (hornolužickosrbsky Lěwałd) je obec v Horní Lužici v německé spolkové zemi Sasko. Nachází se v zemském okrese Zhořelec a má přibližně 1 800 obyvatel. Obec leží asi 5 km jihozápadně do města Löbau. Od roku 1998 je Lawalde státem uznaným zotavovacím místem.

## Správní členění
Obec Lawalde se dělí na tři místní části:
- Lauba
- Lawalde
- Kleindehsa